# Apple Valley (Utah)
Apple Valley es un pueblo ubicado en el condado de Washington en el estado estadounidense de Utah. En el año 2000 tenía una población de 12.473 habitantes. 

## Geografía
Apple Valley se encuentra ubicado en las coordenadas 37°04′33″N 113°06′24″O / 37.07583, -113.10667. Según la Oficina del Censo, la localidad tiene un área total de 414,8 mi² (1074,3 km²), de la cual toda es tierra.